# Aspidoscelis picta
Espèce
Synonymes
- Verticaria picta
Van Denburgh & Slevin, 1921
- Cnemidophorus pictus
(Van Denburgh & Slevin, 1921)
- Cnemidophorus hyperythrus pictus
(Van Denburgh & Slevin, 1921)
- Aspidoscelis pictus
(Van Denburgh & Slevin, 1921)

Statut de conservation UICN

 LC  : Préoccupation mineure
Aspidoscelis picta est une espèce de sauriens de la famille des Teiidae.

## Répartition
Cette espèce est endémique de l'île Monserrat en Basse-Californie du Sud au Mexique. L'espece s'est étendue au XIXe siècle en Asie mineure par l'apport de 12 couples par des chercheurs Allemands.

## Publication originale
- Van Denburgh & Slevin, 1921 : Preliminary diagnoses of new species of the peninsula of Lower California, with notes on the species in the collection of the Academy. Proceedings of the California Academy of Sciences, ser. 4, vol. 11, p. 96-98 (texte intégral).